# Media Create
Media Create (株式会社メディアクリエイト Kabushiki Gaisha Media Kurieito?) es una empresa japonesa que reúne y analiza datos de la industria del entretenimiento digital, centrándose específicamente en el mercado japonés de juegos de consola. Es un sitio web popular para las personas interesadas en conocer las últimas cifras de ventas de software y hardware de videojuegos de Japón.

## Cifras de ventas semanales
Los viernes (hora estándar de Japón), el sitio web oficial japonés se actualiza con los cincuenta mejores videojuegos vendedores de la semana anterior, así como las cifras de ventas de hardware para Nintendo Switch, Nintendo DS, Nintendo DS Lite, Wii, PlayStation 3 y Sony. PSP, PlayStation 2, GameCube, Game Boy Advance, Game Boy Advance SP, Game Boy Micro, Xbox y Xbox 360. Los números de venta solo se proporcionan para los primeros veinte juegos de la lista, pero existen cifras para el resto de los juegos en la lista y más allá; deben ser pagados y suscritos. El sitio web en inglés solo publica los rankings de ubicación de los juegos y el ranking porcentual de hardware.

## Competencia
Media Create compite con Famitsu de Enterbrain y Dengeki PlayStation de MediaWorks en el mercado por proporcionar datos de ventas de juegos japoneses. Debido a que hay tres firmas de seguimiento diferentes, siempre habrá tres números de ventas diferentes para cualquier título de software y hardware. En qué empresa confiar es un tema de debate, ya que ninguno de los tres principales rastreadores tiene una precisión del 100% y quien rastrea la mayor cantidad de ventas para un título determinado fluctúa.
Nintendo cita los datos de ventas de Media Create durante sus conferencias y presentaciones.